# توپانگا (کالیفرنیا)
توپانگا، کالیفرنیا (به انگلیسی: Topanga) یک سکونتگاه مسکونی در ایالات متحده آمریکا است که در شهرستان لس‌آنجلس، کالیفرنیا واقع شده‌است.

## خصوصیات
توپانگا ۴۹٫۵۶۳ کیلومترمربع مساحت و ۸٬۲۸۹ نفر جمعیت دارد و ۳۳۰٫۴۱ متر بالاتر از سطح دریا واقع شده‌است.